# Frontera entre Dinamarca i Noruega
La frontera entre Dinamarca i Noruega és una frontera internacional íntegrament marítima que separa els regnes de Dinamarca i de Noruega. Té la particularitat que se situa a dos indrets: el primer es troba al mar del Nord al nivell de la Dinamarca metropolitana, la segona separa l'illa Jan Mayen de Groenlàndia.

## Frontera metropolitana
El desembre de 1965 es va formalitzar un acord amb una línia de demarcació en 8 punts amb una esmena el 4 de juny de 1974:
- Punt 1. 58° 15' 41.2" N. 10° 01' 48.1" E.
- Punt 2. 57° 59' 18.0" N. 9° 23' 00.0" E.
- Punt 3. 57° 41' 48.0" N. 8° 53' 18.0" E.
- Punt 4. 57° 37' 06.0" N. 8° 27' 30.0" E.
- Punt 5. 57° 29' 54.0" N. 7° 59' 00.0" E.
- Punt 6. 57° 10' 30.0" N. 6° 56' 12.0" E.
- Punt 7. 56° 35' 30.0" N. 5° 02' 00.0" E.
- Punt 8. 56° 05' 12.0" N. 3° 15' 00.0" E.

## Frontera de Jan Mayen i Groenlàndia
El desembre de 1993 es va formalitzar un acord amb una línia de demarcació en 4 punts
- Punt 1. 74° 21' 46.9" N., 05° 00' 27.7" W.
- Punt 2. 72° 49' 22.2" N., 11° 28' 28.7" W.
- Punt 3. 71° 52' 50.8" N., 12° 46' 01.3" W.
- Punt 4. 69° 54' 34.4" N., 13° 37' 46.4" W.

## Frontera entre Noruega i les illes Feroe
En juny de 1979 es va formalitzar un acord amb una línia de demarcació en 2 punts
- Punt No. 1: 63° 53' 14.93" N., 0° 29' 19.55" W.
- Punt No. 2: 64° 25' 59.52" N., 0° 29' 12.22" W